# Dieverbrug
Dieverbrug (52° 51′ N, 6° 20′ L) é uma cidade dos Países Baixos, na província de Drente. Dieverbrug pertence ao município de Westerveld, e está situada a 17 km, a noroeste de Hoogeveen.
A área de Dieverbrug, que também inclui as partes periféricas da cidade, bem como a zona rural circundante, tem uma população estimada em 300 habitantes.